# Goniapteryx subviolacea
Goniapteryx subviolacea är en fjärilsart som beskrevs av Gustav Weymer 1894. Goniapteryx subviolacea ingår i släktet Goniapteryx och familjen nattflyn. Inga underarter finns listade i Catalogue of Life.